# La Fragua, Puebla
La Fragua är en ort i Mexiko.   Den ligger i kommunen Chignahuapan och delstaten Puebla, i den sydöstra delen av landet, 110 km öster om huvudstaden Mexico City. La Fragua ligger 2 413 meter över havet och antalet invånare är 114.
Terrängen runt La Fragua är huvudsakligen kuperad, men den allra närmaste omgivningen är platt. La Fragua ligger nere i en dal. Runt La Fragua är det ganska tätbefolkat, med 54 invånare per kvadratkilometer. Närmaste större samhälle är Chignahuapan, 13,1 km nordost om La Fragua. Trakten runt La Fragua består till största delen av jordbruksmark.